# Abundius van Umbrië
Abundius van Umbrië (? - 303) was een christelijk diaken en martelaar uit Umbrië. Hij leefde tijdens de christenvervolgingen van keizer Diocletianus.
Abundius was het kleinkind van Anastasius. Hij vergezelde zijn grootvader tijdens zijn reis van Syrië naar Umbrië in Italië, waar hij gemarteld werd.
Hij heeft geen specifieke feestdag.